# 비밀객 2
《비밀객 2》(Secret Agents II)은 한국에서 제작된 이두용 감독의 1976년 액션 영화이다. 예지 등이 주연으로 출연하였고 곽정환 등이 제작에 참여하였다.

## 출연

### 주연
- 예지
- 안태섭
- 현길수
- 정혜경
- 조춘

### 조연
- 문신억

## 기타
- 조명: 고해진
- 미술: 이봉선